# Onderscheidingen van het Belgische Rode Kruis
Het Belgische Rode Kruis, in het Frans "Croix-Rouge de Belgique" genoemd,  heeft in navolging van haar zusterverenigingen in andere staten onderscheidingen ingesteld. Vanwege het officiële karakter van het Rode Kruis worden deze onderscheidingen tot de Belgische onderscheidingen gerekend. Officieel zijn het particuliere onderscheidingen maar ze werden door de Belgische staat erkend en mogen op Belgische uniformen worden gedragen.
Het Belgische Rode Kruis werd in 1864 ingesteld. In 1891 werd het wettelijk beschermd, in 1919 werd het Belgische Rode Kruis lid van de International Federation of Red Cross Societies.
In 1870 hielpen ook Belgische vrijwilligers als arts, verpleger of ziekendrager aan het front in de Frans-Duitse Oorlog. Het Belgische Rode Kruis stichtte een "Croix des Volontaires Internationaux de la Croix Rouge". Al wat in die dagen officieel was werd in het door Walen overheerste België in het Frans aangeduid. De beugelkroon duidt aan dat het Belgische Rode Kruis onder Koninklijke bescherming staat.
Tussen 1880 en 1940 was er een Onderscheiding van het Belgische Rode Kruis in twee klassen.
Voor verdiensten voor het Rode Kruis in de Tweede Wereldoorlog werden de Palmen van het Rode Kruis 1940-1945 ingesteld.
Naar aanleiding van de Tweede Wereldoorlog werd ook het Erekruis ingesteld. Dit Erekruis van het Belgische Rode Kruis 1939 1945 wordt aan een rood lint met een brede witte middenstreep gedragen. Het kruis heeft de vorm van het Kruis van Genève.
Verder waren er de gebruikelijke onderscheidingen voor bloeddonoren. Een speld in de vorm van een bronzen pelikaan voor 40 donaties, een bronzen medaille voor 40 tot 60 donaties en een zilveren medaille voor 60 tot 80 donaties. Deze werden in 2010 afgeschaft en vervangen door het systeem van de 'Dank-u-bonnetjes'. Per donatie ontvangt men een bonnetje dat men kan opsparen of inruilen tegen een beloning.